# Wijken en buurten in Sittard-Geleen
De Nederlandse gemeente Sittard-Geleen is voor statistische doeleinden onderverdeeld in wijken en buurten. De gemeente is verdeeld in de volgende statistische wijken:
- Wijk 00 Limbrichterveld (CBS-wijkcode:188300)
- Wijk 01 Sittard (CBS-wijkcode:188301)
- Wijk 02 Overhoven (CBS-wijkcode:188302)
- Wijk 03 Munstergeleen (CBS-wijkcode:188303)
- Wijk 04 Guttecoven (CBS-wijkcode:188304)
- Wijk 05 Geleen (CBS-wijkcode:188305)
- Wijk 06 Holtum-Born (CBS-wijkcode:188306)
- Wijk 07 Obbicht-Papenhoven (CBS-wijkcode:188307)

Een statistische wijk kan bestaan uit meerdere buurten. Onderstaande tabel geeft de buurtindeling met kentallen volgens het Centraal Bureau voor de Statistiek (2008):
| CBS-buurtcode | Buurtnaam                              | Inwonertal | Opp. totaal (ha) | Opp. land (ha) | Ligging                |
| ------------- | -------------------------------------- | ---------- | ---------------- | -------------- | ---------------------- |
| BU18830001    | Limbrichterveld                        | 5715       | 158              | 158            | Locatie in de gemeente |
| BU18830008    | Industrieterrein Bergerweg-Rosengarten | 170        | 159              | 159            | Locatie in de gemeente |
| BU18830100    | Sittard-Centrum                        | 2730       | 81               | 81             | Locatie in de gemeente |
| BU18830101    | Sanderbout                             | 1800       | 65               | 65             | Locatie in de gemeente |
| BU18830102    | Ophoven                                | 4060       | 127              | 127            | Locatie in de gemeente |
| BU18830103    | Kollenberg-Park Leyenbroek             | 3365       | 169              | 168            | Locatie in de gemeente |
| BU18830109    | Omgeving Watersley                     | 175        | 250              | 250            | Locatie in de gemeente |
| BU18830200    | Overhoven                              | 3425       | 81               | 81             | Locatie in de gemeente |
| BU18830201    | Baandert                               | 3255       | 60               | 60             | Locatie in de gemeente |
| BU18830202    | Stadbroek                              | 2435       | 50               | 50             | Locatie in de gemeente |
| BU18830203    | Vrangendael                            | 1950       | 48               | 48             | Locatie in de gemeente |
| BU18830204    | Broeksittard                           | 1600       | 37               | 37             | Locatie in de gemeente |
| BU18830205    | Kemperkoul                             | 6520       | 155              | 155            | Locatie in de gemeente |
| BU18830208    | Industrieterrein Noord                 | 70         | 269              | 267            | Locatie in de gemeente |
| BU18830209    | Omgeving Schwienswei                   | 110        | 97               | 93             | Locatie in de gemeente |
| BU18830300    | Munstergeleen                          | 4725       | 316              | 315            | Locatie in de gemeente |
| BU18830301    | Windraak                               | 90         | 148              | 148            | Locatie in de gemeente |
| BU18830400    | Guttecoven                             | 1235       | 285              | 285            | Locatie in de gemeente |
| BU18830401    | Limbricht                              | 2590       | 291              | 289            | Locatie in de gemeente |
| BU18830402    | Einighausen                            | 1360       | 307              | 307            | Locatie in de gemeente |
| BU18830501    | Geleen-Centrum                         | 4300       | 163              | 163            | Locatie in de gemeente |
| BU18830502    | Geleen-Noord                           | 4165       | 115              | 115            | Locatie in de gemeente |
| BU18830503    | Lindenheuvel                           | 8470       | 379              | 377            | Locatie in de gemeente |
| BU18830504    | Geleen-Zuid                            | 5050       | 208              | 203            | Locatie in de gemeente |
| BU18830505    | Kluis                                  | 4970       | 111              | 111            | Locatie in de gemeente |
| BU18830506    | Oud-Geleen en Haesselderveld           | 5395       | 167              | 166            | Locatie in de gemeente |
| BU18830507    | Industriegebied D.S.M. en Graetheide   | 0          | 823              | 823            | Locatie in de gemeente |
| BU18830601    | Holtum                                 | 1220       | 84               | 84             | Locatie in de gemeente |
| BU18830602    | Buchten                                | 2030       | 100              | 100            | Locatie in de gemeente |
| BU18830603    | Born                                   | 2445       | 151              | 151            | Locatie in de gemeente |
| BU18830604    | Hondsbroek                             | 3080       | 99               | 99             | Locatie in de gemeente |
| BU18830606    | Graetheide                             | 250        | 657              | 652            | Locatie in de gemeente |
| BU18830607    | Industriegebied Holtum-Noord           | 85         | 472              | 372            | Locatie in de gemeente |
| BU18830609    | Gebied Limbrichterbos en Wolfrath      | 35         | 541              | 539            | Locatie in de gemeente |
| BU18830700    | Obbicht                                | 1920       | 217              | 212            | Locatie in de gemeente |
| BU18830701    | Papenhoven                             | 760        | 265              | 264            | Locatie in de gemeente |
| BU18830702    | Grevenbicht                            | 2395       | 351              | 328            | Locatie in de gemeente |